# Cipa (fiume)
La Cipa (in russo Ципа?) è un fiume della Siberia Orientale, affluente di sinistra del Vitim, nel bacino della Lena. Scorre nel Bauntovskij ėvenkijskij rajon della Repubblica di Buriazia.
Nasce dal versante nordorientale dei monti Ikatskij e percorre una regione montagnosa drenando la parte meridionale dell'altopiano Stanovoj; si dirige, con un corso frequentemente interrotto da rapide, verso nordest, con il nome di Verchnjaja Cipa (Cipa Superiore) ed attraversa il lago Baunt. Esce con il nome di Nížnjaja Cipa (Cipa Inferiore) dirigendosi verso sudest, tornando quindi a dirigersi verso nordest con il nome di Cipa prima di sfociare nel Vitim. I maggior affluenti sono Cipikan, Amalat, Aktragda.
La Cipa non incontra, nel suo corso, importanti centri urbani; è gelata, in media, da ottobre a maggio.